# Canoa/kayak ai Giochi della XV Olimpiade - C2 10000 metri maschile
La competizione del C2 10000  metri di Canoa/kayak ai Giochi della XV Olimpiade si è disputata il giorno 28 luglio 1952 al bacino del Taivallahti a Helsinki.

## Programma
| Data           | Ora   | Round  |
| -------------- | ----- | ------ |
| 27 luglio 1952 | 18:05 | Finale |

## Risultati
| Pos.    | Nazione          | Atleti                                     | Tempo   |
| ------- | ---------------- | ------------------------------------------ | ------- |
| Oro     | Francia          | Georges Turlier Jean Laudet                | 54'08"3 |
| Argento | Canada           | Kenneth Lane Donald Hawgood                | 54'09"9 |
| Bronzo  | Germania         | Egon Drews Wilfried Soltau                 | 54'28"1 |
| 4       | Unione Sovietica | Valentin Orishchenko Nikolay Perevozchikov | 54'34"6 |
| 5       | Stati Uniti      | John Haas Frank Krick                      | 54'42"5 |
| 6       | Cecoslovacchia   | Bohuslav Karlík Oldřich Lomecký            | 55'10"9 |
| 7       | Ungheria         | Ernő Söptei Róbert Söptei                  | 55'35"3 |
| 8       | Svezia           | Rune Blomqvist Harry Lindbäck              | 55'41"3 |
| 9       | Finlandia        | Jorma Kulo Teppo Salmisaari                | 56'28"2 |